# Strée (Modave)
Pour les articles homonymes, voir Strée (homonymie).
Strée ou Strée-lez-Huy (en wallon Strêye) est une section de la commune belge de Modave située en Région wallonne dans la province de Liège.
C'était une commune à part entière avant la fusion des communes de 1977.

## Géographie

### Situation
Strée se trouve sur un tige du plateau condrusien à 8 km du centre de la ville de Huy et de la vallée de la Meuse. La localité est traversée par la route nationale 66 Huy-Hamoir. Les villages les plus proches sont Outrelouxhe et Vierset.

### Description
Ce gros village entouré de champs cultivés, de prairies et de quelques bosquets compte plusieurs fermes en carré comme la ferme de la Cornette ainsi qu'un château construit derrière l'église Saint-Nicolas. La plupart des constructions les plus anciennes sont bâties en pierre calcaire, en grès ou avec ces deux matériaux. Des constructions plus récentes de type pavillonnaire ont été construites le long de la N.66 en direction de Huy.

### Hameaux
Le village compte deux hameaux principaux :
- Les Gottes, hameau situé au nord du village de Strée et à l'orée du bois de Tihange  ;
- Les Communes de Strée, le long de la N66 à 5 km de Huy. Château d'eau et plusieurs fermes.

## Démographie
- Sources : INS, Rem : 1831 jusqu'en 1970=recensements, 1976= nombre d'habitants au 31 décembre

## Histoire
Depuis l'époque gallo-romaine, la chaussée romaine de Metz à Tongres traverse le lieu en empruntant principalement deux rues toujours existantes du village : la rue Saint-Roch menant à Ramelot et la rue Elmer en direction des Gottes. De cette époque, l'église Saint-Nicolas a conservé un cippe du IIe siècle ou du début du IIIe siècle.
En 822, l´empereur Louis le Pieux signait à « Stratella villa » une dotation pour l´abbaye Saint-Amand près Valenciennes (Regesta Imperii I, no. 757). L'existence de l'avouerie ou de la seigneurie de Strée est attestée depuis la fin du XIe siècle.

### Les Templiers et les Hospitaliers
Au XIIIe siècle, au moins depuis 1248, ce sont les Templiers et la collégiale Notre-Dame de Huy qui se partagent cette seigneurie ainsi que la cure mais à titre alternatif. L'ordre du Temple y possédait une maison seigneuriale, un important domaine féodal avec des terres attenantes, des fermes, un moulin et même une brasserie. Cet ensemble foncier, seigneurial et féodal faisait partie des biens de la commanderie templière de Villers et n'a jamais été une commanderie en soi. On retrouve ensuite la maison « d'Estrees » dans les possessions de l'ordre de Saint-Jean de Jérusalem en tant que membre d'Avalterre.

## Patrimoine et culture

### Patrimoine architectural
L'église Saint-Nicolas construite en pierre calcaire et en grès subit des restaurations successives dont une de la fin du XVIIe siècle qui dota l’édifice de ses colonnes toscanes actuelles. Elle comporte une tour romane très ancienne qui a été construite sur un lieu de culte gallo-romain situé sur l'ancienne chaussée romaine Metz-Arlon-Tongres. À proximité de l'église, se trouvent une chapelle et une fontaine dédiées à Sainte-Geneviève. Son eau guérirait les maladies de la peau.

## Économie
Dans le village, on trouve entre autres une école, une moyenne surface commerciale, le siège de la zone de Police du Condroz ainsi que les bureaux d'une importante société de construction fondée en 1930 par les frères Louis, Jules et Albert Duchêne.

## Personnalité
Le Chanoine Nicolas Balthasar né à Strée le 19 février 1882 et décédé à Louvain en juillet 1959. Il est l'un des fils de Florent Balthasar et Rose Marie Dupont. Fondateur de l'école de métaphysique de l'Université de Louvain. Disciple du Cardinal Mercier.
 Revue Philosophie de Louvain Tome 57 no 55 1959 « Éloge du Chanoine Balthasar »